# The Grace
The Grace (Koreanisch: 천상지희 더 그레이스; Hanja: 天上智喜 The Grace, in Japan auch bekannt unter dem Namen Tenjōchiki) ist eine vierköpfige koreanische Girlgroup der zweiten K-Pop-Generation, gegründet von SM Entertainment.
Sie debütierten mit der Single Too Good im Jahr 2005. Seitdem arbeitet die Gruppe in Japan, Südkorea und anderen asiatischen Ländern.

## Geschichte

### Vorgeschichte und Entstehung
SES war SM Entertainments erfolgreichste Girlgroup. Nach der Gruppenauflösung gegen Ende 2002 kamen keine erfolgreichen Girlgroups mehr auf den südkoreanischen Musikmarkt. 2004 versuchte die Plattenfirma ein weiteres Projekt, vier Mädchen nahmen den Song „바램 (Fight to the End)“ (dt. Kämpfe bis zum Ende) auf. Drei der vier Mädchen waren bereits im Musikgeschäft bekannt, Dana, Jiyeon (später Lina), Sunday und neu Stephanie. Da die Mädchen mit ihren Stimmen zu „바램 (Fight to the End)“ gut harmonierten, beschloss SM Entertainment eine weitere Girlgroup im Stil von TVXQ auf den Musikmarkt zu bringen. Die Vorstellung der Band fand am 17. September 2004 statt. Erst acht Monate später folgte das Debüt in China und im Januar 2006 erfolgreich in Japan.

### Namen
Für das Chinadebüt änderten sie ihre Namen, Dana hieß Xiyue Dana, Lina hieß Shangmei Lina, Sunday hieß Zhisheng Sunday und Stephanie hieß Tianwu Stephanie. Allerdings wurde nur Too Good in China veröffentlicht. Sie sangen in den jeweiligen Landessprachen. Koreanisch heißen sie Chun Sang Ji Hee (천상 지희; CSJH; auch Cheon Sang Ji Hee) und auf Japanisch nennt man sie Tenjōchiki (天上智喜; TJCK). Der koreanische Name entstand aus den Namen der Band: Chun Moo Stephanie, Sang Mi Lina, Ji Sung Sunday und Hee Yul Dana. In China sind sie auch unter dem Namen Tiān Shàng Zhì Xǐ (TSZX) bekannt.

### 2005 bis 2006
Am 29. April 2005 trat die Gruppe das erste Mal offiziell in China auf und präsentierte ihre neuen Songs Too Good und Boomerang. Einige Wochen später zeigte man die Mädchen auf dem chinesischen Fernsehsender CCTV. Die Texte von beiden Songs wurden auf Chinesisch gesungen, die Refrains in Koreanisch. Zwei Tage später am 1. Mai 2005 debütierten die Mädchen mit Too Good auf dem koreanischen SBS TV-Sender in der Show Popular Songs. Nachdem sie sieben Monate für ihre Single geworben hatten, veröffentlichten die Mädchen im März 2006 in einigen Online-Läden eine Wiederveröffentlichung von Too Good, inklusive des Songs Boomerang und Fight to the End.
Am 25. Januar 2006 veröffentlichten sie die japanische Version von Boomerang auf Single im CD-Only- und CD+DVD-Format. Als B-Seite war ein Song namens „Do You Know?“ vertreten, welcher eine Solo-Version von Sunday ist. Die Single schaffte es auf Platz 110 in den Top 200. Nach Boomerang veröffentlichten sie am 8. März die zweite japanische Single The Club, welche ebenfalls einen B-Side-Track enthielt. Dieses Mal von Stephanie solo gesungen und heißt „What U Want“. Die Single erreichte nur Platz 131 in den Oricon-Charts. Man veröffentlichte die Single auf koreanischer Sprache auch in Südkorea. Die dritte japanische Single, Sweet Flower, wurde als Hintergrundmusik für das TBS Radio und auf Count Down TV für die Show Communications music show verwendet und landete auf Platz 151 der Charts. Auch diese Single enthielt einen B-Side Track von Lina, Rock'n'Roll Star. Sweet Flower wurde auch in Südkorea von SM Entertainment veröffentlicht, allerdings gab es keine koreanische Version dazu.
Am 19. Juni veröffentlichte Avex Trax über die chinesische Plattenfirma CRSC, die japanische Single zu Boomerang. In Taiwan und in Hongkong veröffentlichte man eine Neuauflage von der koreanischen Single zu The Club, welche die chinesische Version von The Club und eine DVD mit den koreanischen Musikvideos enthielt. Juicy Love veröffentlichte man am 12. Juli 2006, welche ebenfalls einen B-Track enthielt, diesmal von Dana, „Sayonara no Mukō ni“ (さよならの向こうに). Der Titelsong Juicy Love war ein Featuring mit dem japanischen Reggae Sänger Corn Head. Die Single wird offiziell juicy LOVE geschrieben und wurde auch in Südkorea in der japanischen Version veröffentlicht. Sweet Flower und Juicy Love wurden auch offiziell in einigen asiatischen Ländern veröffentlicht.
Nach den ersten vier Singles warben The Grace auf verschiedenen Events für sich. Während der Promotiontour für Juicy Love brach sich Dana ihr Bein und konnte nur auf einigen Events auftreten. Der letzte Song, den sie in Japan vor dem Comeback in Südkorea herausbrachten, war „Get on the Floor“, ein Featuring mit dem Rapper Dogma, welches auf einem Soundtrack Album zu finden ist. Der letzte Auftritt in Japan war auf der alljährlichen A-Nation Tour. SM Entertainment kündigte nach den japanischen Aktivitäten an, dass die Band noch am Ende des Jahres 2006 nach Südkorea zurückkommen wird. Allerdings soll sich das Konzept zum dritten Mal verändern, anfangs noch als A-cappella-Band, danach als Pop-Gruppe und jetzt eine typische Pop- / Dance-Mädchenband. Die Plattenfirma veränderte auch den Namen, indem er abgekürzt wurde zu CSJH, und nun heißen sie CSJH The Grace (International außer Japan, werden sie einfach nur The Grace genannt). Allerdings veröffentlichte The Grace am 3. November 2006 eine weitere Ballade, welche 열정 (My Everything) (dt. Passion (Mein Alles)) heißt.

### 2007 bis 2008: Aufbau im Musikmarkt
Im April 2007 veröffentlichte man in Südkorea eine Vorschau zum Hanbeon Deo, OK (한번 더, OK?; One More Time, OK?; Noch einmal, ok?) Musikvideo. Das Musikvideo wurde am 4. Mai veröffentlicht und der Song ist auf dem gleichnamigen ersten koreanischen Studioalbum Hanbeon Deo, OK? (One More Time, OK?) vorhanden, welches ebenfalls am 4. Mai. veröffentlicht wurde. Hanbeon Deo, OK? ist bis heute der erfolgreichste Song und das erfolgreichste Studioalbum von The Grace. Der Song kam an die Spitze von MNET m! countdown und den SBS Inkigayo charts, das Album verkaufte sich auch zum ersten Mal mit sehr hohen Zahlen. Alleine im ersten Monat und insgesamt im Jahr 2007 hat sich das Studioalbum über 18.000 mal verkauft und landete in den monatlichen koreanischen Charts auf Platz 6. Am 15. Juni veröffentlichte man das Album in Taiwan. Ein Monat nachdem das Album veröffentlicht wurde, gab es Vorwürfe, dass die Songs Hanbeon Deo, OK? und Tonight Is on Me anstößig für jüngere Hörer seien. Ende August kam man zum Entschluss, dass das Studioalbum eine Altersfreigabe von 19+ bekam und nicht an Jugendliche verkauft werden durfte.
Kurz nach der Promotion für ihr erstes koreanisches Studioalbum, wurde eine neue japanische Single am 1. August veröffentlicht. Die Single heißt Piranha, welche als B-Side-Tracks die japanische Version von My Everything und Just for One Day feat. JaeJoong enthielt. Die First Press Version hatte einen Remix von The Club featuring Seamo. Sie debütierten erstmals auf Platz 26 in den Oricon Daily Charts, am Ende der ersten Woche bekamen sie Platz 50 und waren erstmals in den Top 50 der japanischen Charts vertreten. Einen Monat später kündigte man das erste japanische Studioalbum an, welches am 21. November veröffentlicht werden sollte. Die Veröffentlichung wurde allerdings aus unbekannten Gründen eine Woche auf den 14. November vorgezogen. Das Album heißt Graceful 4 und ist das erste japanische Studioalbum von The Grace. Das Album hatte als Titelsong die japanische Version von Hanbeon Deo, OK? welche jetzt nur One More Time, OK? hieß. Auch Just for One Day ist auf dem Album vertreten, allerdings als Jazz-Remix. Das Studioalbum schaffte es auf Platz 103 der Oricon-Charts und wurde in der ersten Woche mehr als 1.500 mal verkauft.
In den ersten Monaten des Jahres 2008 traten The Grace als Tenjochiki in Japan auf verschiedenen Bühnen auf. Sie hatten auch ihre ersten drei Konzerte von April bis Mai. Die Show hieß Graceful Party Vol. 1. Im letzten Konzert, im Daikanyama Unit in Tokio sangen sie die erst viel später veröffentlichte Single Here. Here ist ein Duett mit der japanischen Hip-Hop-Gruppe Cliff Edge. Die sechste japanische Single Stand Up People wurde am 23. Juli 2008 veröffentlicht. Die siebte japanische Single Here (feat. Cliff Edge) wurde am 22. Oktober veröffentlicht. Der Song war deshalb schon vorher bekannt, da sie den auf der letzten Show der Graceful Party Vol. 1 gesungen hatten und der Song zu früh geleakt wurde, was dazu führte, dass man den Song für eine bestimmte Zeit kostenlos zum Download anbot. Der Song Here wurde die Titelmusik des japanischen Films „Homeless School Student“. Die Single war auch zum ersten Mal eine Double A Side Single, was bedeutet, dass der zweite Song, welcher eigentlich ein B-Side Track ist, auch ein Musikvideo bekam. Der Song heißt Near und war ohne Cliff Edge. Die Single erreichte zum ersten Mal Platz 16 der wöchentlichen japanischen Charts und verkaufte sich erstmals über 16.000 mal und ist bis heute The Graces erfolgreichste Single.

### 2009 bis 2010
Am 7. Januar 2009 veröffentlichte man das zweite japanische Studioalbum. Das Album heißt Dear… und beinhaltete die Singles Stand Up People und Here. Das Album debütierte in den Oricon Daily Charts auf Platz 14 und erreichte in den wöchentlichen Charts Platz 37. Außerdem gab es eine limitierte DVD-Version, welche alle zehn japanischen Musikvideos beinhaltet. Für den japanischen Tanz-Film Subaru verwendete man den Titelsong des Dear…-Albums, der „少しでいいから“ (Sukoshi De Ikara; Ein Stück vom Guten) heißt. Außerdem nahmen sie einen neuen Song Coming to You auf, der nur auf dem Soundtrack-Album zu hören ist. Auch Bandmitglied Stephanie war im Film als Balletttrainerin zu sehen. Auch die erste Live-Tour namens Tenjochiki 1st Live Tour 2009 ~Dear...~ ging im März 2009 los. Gruppenmitglied Stephanie konnte an der Tour nicht teilnehmen, da sie chronische Rückenschmerzen hatte und sich ausruhen musste, daher war sie auch bei der Promotion zu Dear... nicht dabei und nach der Tour brach man alle Aktivitäten ab. Mitte 2010 kündigte man an, dass CSJH The Grace auf den SMTown Konzerten dabei sein werden, allerdings nur in Südkorea (Seoul) und in den USA (Los Angeles). Das Projekt hieß SMTown Live '10. Da Stephanie wegen ihres Ballettstudiums nicht anwesend war, sangen nur Dana, Lina und Sunday. Nach der kurzen Tour gingen die Mädchen ihre eigenen Wege und man hörte nichts mehr von The Grace.
Am 24. November kündigte Avex Entertainment an, dass sie den Vertrag mit SM Entertainment verlängern und The Grace oder besser Tenjochiki immer noch bei Avex in Japan unter Vertrag stehen. Dana schrieb öfter über Twitter, dass The Grace an einem neuen Album arbeiten und es nächstes Jahr veröffentlicht werden soll. Sie sagte auch, dass sie im Dezember 2010 und Januar 2011 im Studio sein werden und neue Songs aufnehmen werden. Allerdings gab es nie genaue Details, ob sie als komplette Band zurückkommen und wann das Album veröffentlicht werden soll.

### Seit 2011: Comeback zu zweit und neue Wege
Am 27. Januar verkündete SM Entertainment das Comeback der Gruppe für April an. Stephanie wollte nicht weitermachen. Seitdem stand fest, dass das Comeback nur mit Dana und Sunday gestartet werden kann. Lina will ihre Schauspielkünste auf die Bühne bringen und verwirklichen. Daher wird das Comeback nur mit zweien gestartet. Allerdings sagt man, dass die anderen zwei nach ihren Aktivitäten auch zur Band hinzustoßen wollen. Am 27. Juni verkündete SM Entertainment, dass CSJH im Juli dieses Jahres ihr Comeback mit neuem Image starten wollen. Am 13. Juli sollte ein Song veröffentlicht werden, der „V.I.P.“ heißt.

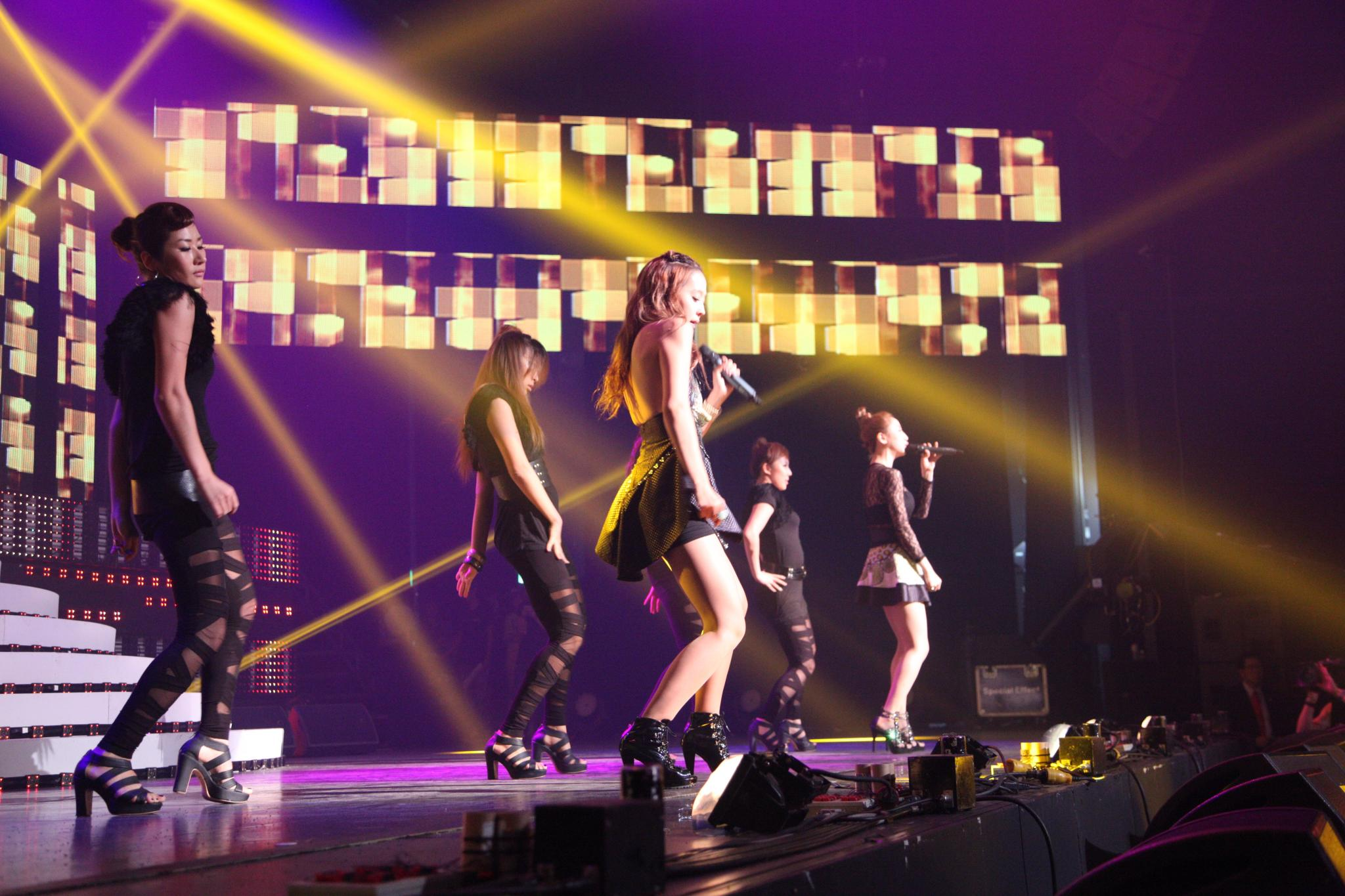
Dana & Sunday auf dem Cyworld Dream Music Festival

Am 4. Juli verkündete man, dass The Grace als Duo zurückkommen wird, somit wurde das Comeback von den zweien bestätigt. Sie sind allerdings eine erweiterte Gruppe von The Grace und nennen sich Dana & Sunday. Am 6. Juli veröffentlichte man eine Vorschau zum neuen Musikvideo, welches am 8. Juli veröffentlicht wurde. Die Single heißt „나 좀 봐줘 (One More Chance)“ (dt. Eine Pause oder eine weitere Chance) und wird seit dem 13. Juli im Digital-Format angeboten. Ihr richtiges Comeback folgte dann auch am gleichen Tag, als sie im KBS Fernsehsender auf Music Bank auftraten. Das offizielle YouTube-Musikvideo, welches vom offiziellen Account von SM Entertainment (Kanal: SMTOWN) hochgeladen wurde, hatte weit über 100.000 Aufrufe in den ersten 15 Stunden und in der ersten Woche über 740.000 Aufrufe. Mittlerweile hat das Video schon über eine Million Aufrufe. Die Single wurde laut den Gaon Charts in der ersten Woche (10. bis zum 16. Juli 2011) 258.197 mal heruntergeladen und schaffte einen Charts Einstieg mit Platz 20. Am zweiten, dritten und vierten September nahmen Dana & Sunday an der SM Town World Tour in Tokio teil. Zur Weihnachtszeit nahmen Dana & Sunday ein neues Lied auf, das Lied heißt „Amazing“ und ist auf dem am 13. Dezember 2011 erschienenen Album SMTOWN – Winter the Warmest Gift gelistet, das Lied wird komplett in Englisch gesungen. Am 20. Dezember wurde eine EP mit vielen verschiedenen Künstlern veröffentlicht, darauf sind Dana & Sunday auch vertreten, sie haben den ersten Titel auf der CD, und das Lied heißt „First Americano“. Dazu gibt es auch ein Musikvideo; das Projekt heißt „With Coffee Project Part 1“ und es sind weitere Teile auch mit Dana & Sunday geplant. Das Lied „First Americano“, wurde in der ersten Woche, laut den Gaon Charts mit dem 27. Platz, 127.228 mal in der ersten Woche heruntergeladen.
Am 22. Februar 2012 erschien die DVD zum SMTown-Konzert vom Tokyo Dome, Dana & Sunday sind auch darauf gelistet. Das Duo singt als zweiten Titel der ersten DVD „My Everything“ und als dritten Titel „One More Chance“. Da die DVD nur in Japan veröffentlicht wurde, werden Dana & Sunday auch dort weiterhin unter dem eigentlich japanischen Bandnamen der kompletten Band „Tenjōchiki“ vermarktet. Das Duo nahm, als Gastauftritt am 6. April, bei der Super Show 4 in Paris teil und sangen „One More Chance“. Dies war das erste Europakonzert von der südkoreanischen Band Super Junior.
Bekannt wurde, dass Stephanie nun bei Media Line Entertainment unter Vertrag steht und zusammen mit Star Museum Entertainment an ihrer ersten Solo-Single The New Beginning gearbeitet hat. Die Single erschien am 8. Oktober 2012, in Südkorea.
Am 15. Mai 2016 wurde bekannt, dass Stephanies Vertrag mit S.M. Entertainment ausgelaufen sei und sie diesen nicht erneuert habe, da sie sich auf ihre Solo-Karriere unter Mafia Records konzentrieren möchte – damit war ihr Ausstieg aus der Gruppe verbunden.

## Mitglieder

### Dana The Grace
- Geburtsname: Hong Sungmi (홍성미)
- Künstlernamen: Xiyue Dana (喜悦Dana), Heeyeol Dana (희열다나) oder auch Dana The Grace.
- Bedeutung in der Band: Glück (Glück des Himmels)
- Geburtstag: 17. Juli 1986

→ Hauptartikel: Dana

### Lina The Grace
- Geburtsname: Lee Jiyeon (이지연)
- Künstlernamen: Shangmei Lina (上美Lina), Sangmi Lina (상미린아) oder auch Lina The Grace.
- Bedeutung in der Band: Schönheit (Schönheit des Himmels)
- Geburtstag: 18. Februar 1984

→ Hauptartikel: Lina

### Stephanie The Grace
- Geburtsname: Kim Bokyung (김보경); Stephanie Kim (스테파니 김)
- Künstlernamen: Tianwu Stephanie (天舞Stephanie), Chunmu Stephanie (천무스테파니) oder auch Stephanie The Grace.
- Bedeutung in der Band: Tanz (Tanz des Himmels)
- Geburtstag: 16. Oktober 1987

→ Hauptartikel: Stephanie

### Sunday The Grace
- Geburtsname: Jin Bora (진보라); Jin Seo Yoon (진서윤)
- Künstlernamen: Zhisheng Sunday (智聲), Jisung Sunday (지성선데이) oder auch Sunday The Grace.
- Bedeutung in der Band: Weise (Weise Stimme des Himmels)
- Geburtstag: 12. Januar 1987

→ Hauptartikel: Sunday

## Diskografie
Studioalben

| Jahr                 | Titel                           | Höchstplatzierung, Gesamtwochen, AuszeichnungChartplatzierungen (Jahr, Titel, Platzierungen, Wochen, Auszeichnungen, Anmerkungen) | Höchstplatzierung, Gesamtwochen, AuszeichnungChartplatzierungen (Jahr, Titel, Platzierungen, Wochen, Auszeichnungen, Anmerkungen) | Anmerkungen                                                             |
| Jahr                 | Titel                           | KR | JP | Anmerkungen                                                             |
| -------------------- | ------------------------------- | --- | --- | ----------------------------------------------------------------------- |
| Südkoreanische Alben |                                 | | |                                                                         |
|                      |                                 | | |                                                                         |
| 2007                 | Hanbeon Deo, OK? (한번 더, OK?) | — | — | Erstveröffentlichung: 4. Mai 2007 Verkäufe KR: + 17.712                 |
| Japanische Alben     |                                 | | |                                                                         |
|                      |                                 | | |                                                                         |
| 2007                 | Graceful 4                      | — | JP103 (1 Wo.)JP | Erstveröffentlichung: 14. November 2007 Verkäufe JP: 1.622, KR: + 2.005 |
| 2009                 | Dear…                           | — | JP37 (3 Wo.)JP | Erstveröffentlichung: 7. Januar 2009 Verkäufe JP: 4.734                 |

grau schraffiert: keine Chartdaten aus diesem Jahr verfügbar

## Konzerttourneen
| - 2008: Graceful Party Vol. 1 - 2009: Tenjochiki 1st Live Tour 2009 ~Dear...~ | Tourneen mit SMTown - 2007: 2007 SMTown Summer Concert - 2008: SMTown Live '08 - 2010: SMTown Live '10 World Tour - 2012: SMTown Live World Tour III |

Vom 20. März bis zum 19. Mai 2008 gaben die vier Mädchen in Japan ihre erste Promotion-Tour, welche den Titel Graceful Party Vol. 1 trug. Es waren kleinere Konzerte, um für die Band Werbung zu machen. Die meisten Konzertorte wurden von den Fans ausgesucht. Ihr letztes Konzert im Daikanyama UNIT in Tokio war ausverkauft. Sie spielten 18 Lieder, darunter einen Cover-Song von Cheryl Lynn (Got to Be Real) und einen von Destiny’s Child (Jumpin' Jumpin' ). Im letzten Konzert war die japanische Band Cliff Edge zu Gast. Sie sangen den gemeinsamen Song Here, welcher erst viel später als Single erschienen war. Vom Konzert im Daikanyama UNIT gab es einige Ausschnitte auf der DVD zu Stand Up People. Die erste richtige Live-Tour folgte 2009, diese ging vom 12. März bis zum 24. März und nannte sich Tenjochiki 1st Live Tour 2009 ~Dear...~. Sie spielten 16 Lieder vor, darunter einen neuen Song, der nicht aufgenommen wurde. Der Song heißt Frozen Sun und auf dem Videoportal YouTube haben Fans den Song vom Konzert aufgenommen und dort hochgeladen, in schlechter Qualität. Ob der Song überhaupt im Studio aufgenommen wurde, ist unklar. Die Tour hatte vier Konzerte, in Osaka am 12. März im Osaka BIGCAT, in Nagoya am 14. März im Nagoya ell.FITSALL, in Fukuoka am 21. März im Fukuoka DRUM Be-1 und außerdem in Tokio am 24. März im Tokyo Akasaka BLITZ. Als Gast kam die erfolgreiche koreanisch-japanische Band TVXQ in das Osaka BIG CAT, welche als Voract spielten. Als besondere Extras in der Tour gab es zum ersten Mal auch Tour-Goodies, die von der Plattenfirma Avex zur Verfügung gestellt wurden. Darunter findet man einen Lichterstab, ein Handtuch und einen Schlüsselanhänger. Die Tour warb für die im Januar 2009 erschienene EP Dear....

## Auszeichnungen
| Jahr | Auszeichnungen |
| ---- | --- |
| 2005 | - 12th Annual Korea Entertainment Arts Awards: Best Female Group (Beste weibliche Gruppe) - 3rd South-East Music Ceremony : Best Foreign Singer Group (Beste ausländische Musikgruppe) |
| 2006 | - 13th Annual Korea Entertainment Arts Awards: Hallyu All Star Award |
| 2007 | - 14th Annual Korea Entertainment Arts Awards: Best Female Group (Beste weibliche Gruppe) - M.net Asian Music Awards: Best Dance Music (Beste Tanzmusik)                               |